# Haifa Chemicals
Haifa Group (ранее Haifa Chemicals) —международная корпорация по производству удобрений для сельского хозяйства и химикатов для промышленности. Корпорация владела четырьмя заводами и 16 дочерними компаниями на международном уровне и экспортировала свою продукцию более чем в 100 стран мира .
Корпорация производит нитрат калия, различные фосфаты для производства специальных удобрений для сельского хозяйства и солнечных электростанций. В качестве сырья используется поташ (поступает с заводов Мертвого моря), фосфаты и аммиак, который в прошлом также производился в Израиле и сейчас импортируется.
Компания «Хайфа Кемикалз» принадлежит американской фирме «Trans Resources Inc и является мировым лидером (2003 год) по производству калиевой селитры (для производства стекла, телевизионных кинескопов, керамики, пиротехнических средств и закалочных солей). „Хайфа Кемикалз“ выпускает также системы для фертигации (удобрительного орошения), натрий-триполифосфат (5ТРР), используемый при создании моющих средств.
На сегодняшний день компания ведёт деятельность в сфере производства удобрений для сельского хозяйства южного региона. В планах освоение инвестиций на общую сумму более 1,2 миллиарда шекелей для расширения деятельности в Негеве.

## Основание
Компания Haifa Chemicals была основана в 1966 году в результате партнёрства двух государственных компаний: нефтеперерабатывающих заводов (75 %) и Israel Minerals (25 %) для производства нитрата калия и фосфорной кислоты из поташа Мертвого моря и Негева. Созданием завода руководил доктор Энцо Ницани, проект создала французская компания „Крепс“. Создание завода было высокорисковым из-за высоких затрат на создание оригинального процесса (назван Хайфским), ранее не опробованного в промышленном масштабе.
Завод был завершен в феврале 1969 года, но, обнаруженные при вводе в эксплуатацию, неисправности задержали запуск до ноября 1969 года. Рентабельность была достигнута в 1973 году, а в 1974 году было принято решение удвоить его производственную мощность.

## Приватизация
В 1975 году министр финансов предложил продать государственные акции Haifa Chemicals.Попытки продать компанию иностранным инвесторам не увенчались успехом, и в июле 1978 года акции компании были выпущены на Тель-Авивской фондовой бирже. В апреле 1980 года нефтеперерабатывающие заводы продали 26 % акций компании Astek General Kemkils из Чикаго с опционом на покупку дополнительных 26 %. В 1985 году акции были проданы группе американских инвесторов во главе с Арье Гангером.
После получения контроля над компанией Haifa Chemicals Гангер также стремился приобрести акции государственной нефтеперерабатывающей компании. Ему противостоял политик Моше Шахаль, в то время как премьер-министр Израиля Шимон Перес был сторонником Генгара. Было оказано давление на министра промышленности и торговли Ариэля Шарона. В 1986 году сделка завершилась, и группа приобрела 26 % Haifa Chemicals (за 12 миллионов долларов), а также акции Delek. Через несколько месяцев после покупки Haifa Chemicals группой Ganger стоимость компании на фондовой бирже значительно выросла, что вызвало критику со стороны общественности. В 1986 году чистая прибыль компании выросла .
Общая сумма, выплаченная за компанию: 50 миллионов долларов. Покупка акций нефтеперерабатывающих заводов позволила Генгару распределить дивиденды, которые помогли ему быстро окупить стоимость инвестиций в компанию.
Председателем совета директоров Haifa Chemicals до 2008 года был адвокат Ави Философ, управлявший корпорацией на практике с конца 2005 года, после ухода генерального директора компании Габи Пулитцера. Оборот компании оценивался в 2008 году в сумму от 800 до 900 миллионов долларов в год.
В сентябре 2008 года „Группа Трампа“ (владелец Жюль Трамп и члены его семьи) приобрела контроль над TRI (а вместе с ней и над Haifa Chemicals).

## Производство
Завод Haifa Chemicals North был расположен в Хайфском заливе на берегу реки Кишон, недалеко от нефтеперерабатывающих заводов и заводов Carmel Olefins, а также недалеко от завода-конкурента по производству удобрений и химических материалов Удобрения группы ICL. До 2004 года завод располагался на невключённой территории Галилеи, что затрудняло соблюдение законов об охране окружающей среды и планирование.
С 2004 года управление „экстерриториальной“ территорией было передано муниципалитету Хайфы. В 2017 году завод был закрыт.
Второй завод — Haifa Chemicals South, строительство которого было завершено в 1994 году, был построен в промышленной зоне Мисхор Ротем к югу от Арада и к востоку от Димоны, в пределах юрисдикции регионального совета Тамар. Деятельность Haifa Chemicals South осуществлялась через компанию Notov, дочернюю компанию Baran Group. Создание завода финансировалось, среди прочего, за счет грантов Инвестиционного центра, несмотря на возражения государственного контролера Мирьям Бен-Порат об убытке для государства в 40 миллионов долларов из-за льгот и загрязнения реки Кишон. После закрытия завода на севере было решено расширить деятельность на равнине Ротем и построить завод по производству аммиака и мощности по производству специальных удобрений с общим объёмом инвестиций около 1,2 миллиарда шекелей .
Остальные заводы компании расположены в Люнеле, Франция, США, Канаде.
Дочерняя компания Haifa Chemicals под названием Algo Irrigation Systems Ltd., производитель ирригационных систем для сельского хозяйства, расположенная в промышленной зоне Кирьят Нордау в Нетании, была продана в 2009 году компании, принадлежащей Ави Шемешу и Урии Фейхтунгеру.
На протяжении многих лет компания Haifa Chemicals получала различные награды за свои достижения:
- звание „Выдающийся экспортёр“ (1972)
- „Особая благодарность“ (1984)
- звание „Выдающийся экспортёр“ от Министерства торговли и промышленности за объёмы экспорта (1992)
- золотой знак Израильского института стандартов, который присуждается организациям, имеющим три и четыре знака качества (2006) .

В то же время корпорация неоднократно попадала в заголовки газет, в том числе из-за спорной приватизации, угроз загрязнения окружающей среды и безопасности, а также неравных трудовых отношений.

## Ущерб для окружающей среды и людей

### Сточные воды
Завод Haifa Chemicals на протяжении многих лет (до 2001 года) сбрасывал большое количество сточных вод в Нахаль-Кишон, что стало одной из основных причин разрушения экосистемы ручья. Компания Haifa Chemicals стала объектом судебных исков, отклонённых из-за отсутствия доказательств связи между загрязнением и заболеваемостью раком людей с близлежащих территорий. Степень ущерба ручью уменьшилась после ввода в эксплуатацию очистных сооружений в 2001 году.
| год  | Поток сточных вод в Кишон (м3 в год) | Органический углерод (тонны в год) | Азот (тонны в год) | Фосфор (тонны в год) |
| ---- | ------------------------------------ | ---------------------------------- | ------------------ | -------------------- |
| 1994 | 2 044 000                            | 417                                | 4022               | 1423                 |
| 2000 | 2 372 500                            | 13:30                              | 2372               | 285                  |
| 2003 | 1 197 200                            | 29                                 | 160                | 0,4                  |
| 2005 | 2 372 500                            | 79                                 | 572                | 2.6                  |

Кроме высокой кислотности, в сточных водах было обнаружено значительное количество хрома, кадмия и меди.
Штраф в размере 584 000 шекелей, самый высокий на тот момент, был наложен на компанию судом Крайот за загрязнение моря в 2001—2002 годы. В 2003 году компания была оштрафована на 166 тысяч шекелей за сброс кислотных остатков в море в 1988 году.
В 2006 году от имени израильской ассоциации по защите окружающей среды Человек Природа Закон был подан иск о несоблюдении компанией Haifa Chemicals условий сброса в ручей Кишон. Haifa Chemicals подала встречный иск о клевете и злоупотреблении судебными разбирательствами.

### Загрязнение воздуха
До своего закрытия завод Haifa Chemicals North был одним из значительных источников выбросов в районе Хайфского залива , особенно в области летучих органических веществ, за исключением метана (данные Министерства охраны окружающей среды):
| Год  | Выбросы летучих органических веществ, кроме метана (кг в год) | Выбросы оксидов азота (кг в год) | Выбросы веселящего газа (кг в год) | Выбросы аммиака (кг в год) | Выбросы оксидов серы (кг в год) | Выбросы общих взвешенных частиц (кг в год) | Выбросы взвешенных частиц PM10 (кг в год) | Выбросы угарного газа (кг в год) |
| ---- | ------------------------------------------------------------- | -------------------------------- | ---------------------------------- | -------------------------- | ------------------------------- | ------------------------------------------ | ----------------------------------------- | -------------------------------- |
| 2012 | 588 842                                                       | 222 358                          | 153 539                            | 2117                       | 225 131                         | 133 613                                    | 30 464                                    | -                                |
| 2013 | 576 025                                                       | 154 887                          | 48 371                             | 1892                       | 80 080                          | 113 612                                    | 25 904                                    | 32 694                           |
| 2014 | 595 321                                                       | 108 378                          | 53 594                             | 1432                       | -                               | 122 863                                    | 28 013                                    | 19 427                           |
| 2015 | 577 924                                                       | 88 929                           | 55 214                             | 1081                       | -                               | 124 000                                    | 28 013                                    | 16 912                           |
| 2016 | 537 048                                                       | 124 755                          | 99 010                             | 1534                       | -                               | 111 027                                    | 25 368                                    | 12 826                           |
| 2017 | 163 058                                                       | -                                | 39 299                             | 378                        | -                               | 39 424                                     | -                                         | -                                |

Завод Haifa Chemicals South превысил норматив по загрязнению воздуха в 2002 в три раза по выбросам твёрдых частиц и оксида серы SO 2. На заводе были предприняты усилия по уменьшению вреда экологии (специальная установка по снижению выбросов). Метод очистки, используемый на заводе, был объявлен Европейским Союзом как BAT (лучшая доступная технология)  . В 2019 году компания присоединилась к организации „Глобальный договор“, созданной Организацией Объединённых Наций для поощрения бизнеса по всему миру сохранять окружающую среду .

### Аммиачный резервуар
Аммиачный резервуар завода, установленный в 1989 году, был предназначен для хранения 12 тысяч тонн аммиака (весь импортируемый в Израиль аммиак). Повреждение резервуара в результате враждебных действий, неисправности или стихийного бедствия могло привести к утечке аммиака и гибели тысяч жителей района. Ежегодно через резервуар проходило ~ 120 000 тонн аммиака:
- 70 % для завода Haifa Chemicals
- 30 % для завода Хайфские химикаты[ивр.].

Около 80 % всего аммиака использовалось для производства удобрений .
После Второй ливанской войны Министерство охраны окружающей среды назначило общественный комитет под началом Герцля Шафира для защиты от опасных материалов в Хайфском заливе. Комитет запретил швартовку судна с аммиаком в Израиле во время войны .
В тот период ежемесячно в порту Кишон на сутки пришвартовывалось судно с 16700 тоннами жидкого аммиака на борту, который закачивался в аммиачную цистерну. В отчёте, составленном профессиональным комитетом во главе с профессором Эхудом Кинаном, был сделан вывод о том, что авария или умышленное повреждение корабля может унести жизни сотен тысяч человек. В 2011 году началась общественная борьба за закрытие резервуара под руководством экологической ассоциации "Цалуль" . В 2012 году Министерство охраны окружающей среды рекомендовало создать завод по производству аммиака на равнине Ротем. В октябре 2013 года правительство Израиля единогласно приняло решение переместить резервуар в Негев, а в 2015 году был опубликован тендер на строительство нового завода по производству аммиака на равнине Ротем в Негеве, который был закрыт в 2016 году без торгов. Профессор Дэн Шехтман, нобелевский лауреат, подписавший отчет, оправдывался, что он практически не участвовал в его написании, и согласился добавить свое имя только для придания отчёту достоверности  .
В феврале 2017 года суд по местным делам Хайфы постановил закрыть резервуар, Компания Haifa Chemicals подала апелляцию в окружной суд, который приостановил действие постановления о закрытии, что вызвало протесты в Хайфе и окрестностях . 1 марта 2017 суд принял решение отклонить апелляцию Haifa Chemicals и постановил, что резервуар должен быть полностью опорожнён к 1 апреля 2017. Руководство Haifa Chemicals заявило, что закрытие резервуара приведет к увольнению 1500 рабочих. Жители ответили протестами.
13 апреля 2017 Верховный суд постановил временно разрешить заход танкера-аммиака на химический терминал в Хайфском заливе для восполнения запасов аммиака в резервуаре при условии, что общее количество аммиака в резервуаре не превысит 11 тыс. тонн. В сентябре 2017 года резервуар был опорожнён благодаря совместной борьбе всех партий, правительства, муниципалитета Хайфы и экологических организаций.

## Борьба за очистку воздуха
С 2011 года в городе Хайфа создавались различные группы по защите жителей от загрязнения воздуха. До этого, в 90-е годы XX века, была создана Партия зеленых, получившая места в городском совете и даже должности заместителей мэра. К партии присоединились экологические ассоциации и организации, такие как „Цалуль“, Коалиция общественного здравоохранения, Зеленый тренд, Форум „Эзра“ и другие.
Эта деятельность привела к обсуждениям в Кнессете Израиля, в Комитете по внутренним делам и охране окружающей среды под руководством депутата Кнессета Дова Ханина.
Государственный контролер Йосеф Шапира обратился к Государственному комитету по аудиту для обсуждения вопроса об опасных материалах в Хайфском заливе.
Был подан коллективный иск (2015) на сумму 14 миллиардов шекелей от жителей Хайфы и Крайот против 11 заводов в Хайфском заливе, включая нефтеперерабатывающие заводы, Haifa Chemicals, Paz Chemicals, Соноли Nesher Cement Works .

## Трудовые конфликты
В 2003 году рабочие южного завода объявили забастовку и потребовали права создать рабочую организацию под руководством Гистадрут, после чего завод стал одним из символов борьбы Гистадрута Израиля за права работников.Суд обязал завод признать организацию „Гистадрут“, однако различными законными способами решение так и не было реализовано. События были отражены в документальном фильме Амира Таузингера и Ассафа Содери „Забастовка“. В июне 2019 года с работниками южного завода был подписан коллективный договор, улучшающий их зарплатно-бытовые условия  . В мае 2020 года Хайфская группа подписала новый коллективный договор с сокращением количества ежемесячных смен без ущерба для заработной платы (16 дней в месяц) .
На заводе Haifa Chemicals в Хайфе по состоянию на 2011 год рабочие трудоустроены по четырём типам трудовых договоров, 100 рабочих „первого поколения“ имели лучшие условия, в то время как 150 рабочих „второго поколения“ и более 250 рабочих-подрядчиков имели худшие условия. Такое разделение произошло по результатам полугодовой забастовки 1996 года.
1 мая 2011 года рабочие на севере, объединившиеся в „Власть для рабочих“, начали бессрочную всеобщую забастовку в рамках борьбы за новый коллективный договор. Полугодовая забастовка завершилась 1 ноября 2011 года подписанием трудового соглашения с равными условиями для рабочих, которое является прецедентом для трудовых отношений в Израиле. Во время забастовки завод лишился лицензии на производство ядов. Тали Шемеш сняла ещё один фильм об этой борьбе в рамках цикла фильмов Пробуждение. В августе 2019 года между руководством Haifa Chemicals и работниками закрытого северного завода было подписано соглашение об увольнении стоимостью около 15 миллионов шекелей  .